# Gara (Horvátország)
Gara (horvátul: Gorjani) falu és község Horvátországban, Eszék-Baranya megyében. A középkorban népes magyar mezőváros volt, amelyből a Garai család származott.

## Fekvése
Eszéktől légvonalban 29, közúton 36 km-re délnyugatra, Diakovártól légvonalban 10, közúton 12 km-re északra, Szlavónia középső részén fekszik.

## Története
A régészeti leletek tanúsága szerint területe már az őskor óta lakott volt. A Garáról Tomasócra vezető út közelében az újkőkor középső részét lezáró Sopot kultúra leleteit találták meg. Római kori leleteket találtak a falutól a temető felé Kamenište, más néven Crkvište lelőhelyen, ahol a középkorban egy domonkos kolostor is állt. 
Garát IV. Béla király 1244. július 20-án kelt, a boszniai püspökségnek írt adománylevelében „terram de Gora” alakban említik először.  IV. Béla 1269-ben a birtokot Garaiak ősének a Dorozsma nembeli János ispánnak adományozta. Ezután egészen 1481-ig a Garaiak nádori ágának a birtoka. 1310-ben a Garaiak Bánfi ága is birtokos lett a településen. Szent Pál apostol tiszteletére szentelt templomát és Szent Margit tiszteletére emelt domonkos kolostorát 1348-ban említik.   Gara 1387-ben már oppidum , azaz mezőváros volt. 1478-ban hetivásárát említik. Várát „Castrum Gara” néven 1408-ban  említik először Garai Miklós és János birtokaként. Valószínűleg a 14. század végén építették. Miután a Garai család Garai Jóbbal 1481-ben kihalt, a birtokaik egy részét leányágon a csömöri Zayok kapták meg, míg a másik, nádori részét Corvin János szerezte meg.
A török 1536-ban foglalta el és az elpusztult épületek helyett újakat épített, melyek közül egy torony még ma is áll. Ennek maradványait 1837-ben bővítve kápolnává alakították át, a toronyba pedig harangokat szereltek. A kápolna a Háromkirályok tiszteletére van szentelve. A török hódoltság alatt a település Gorjan néven a Gorjani nahije és kádiluk székhelye volt. Gara a térséggel együtt 1687-ben szabadult fel a török uralom alól. A török kiűzése után 28 lakott ház maradt a településen. A diakóvári térség 1702-es hatósági összeírásában a várat már romként említik. Később még az alapfalak köveit is kiásták és eladták, de a várat övező sáncok még egy ideig jól láthatók voltak. Mára már semmi sem látható belőle. A település lakossága a 18. században tovább nőtt. 1758-ban 69 házában 513 lakos élt. 
Az első katonai felmérés térképén „Gorjane” néven található. Lipszky János 1808-ban Budán kiadott repertóriumában „Gorjan” néven szerepel.  Nagy Lajos 1829-ben kiadott művében „Gorjan” néven 225 házzal, 1260 katolikus és 1 ortodox vallású lakossal találjuk.  A 19. század második felében 1860-tól Bácskából német családok települtek be lényegesen megváltoztatva a lakosság összetételét. 
A településnek 1857-ben 1137, 1910-ben 1911 lakosa volt. Verőce vármegye Diakovári járásának része volt. Az 1910-es népszámlálás adatai szerint lakosságának 69%-a horvát, 30%-a német anyanyelvű volt. Az első világháború után 1918-ban az új szerb-horvát-szlovén állam, majd később (1929-ben) Jugoszlávia része lett. A partizánok 1944-ben elüldözték a német lakosságot, a helyükre a háború után az ország különböző részeiről érkezett horvátok települtek. 1991-től a független Horvátországhoz tartozik. 1991-ben lakosságának 96%-a horvát nemzetiségű volt. 2011-ben a falunak 1008 lakosa volt.

## Lakossága
A legutóbbi, 2011-es népszámlálás szerint Gara községnek (járásnak) 1.591 lakosa volt.
Gara község (járás) két faluból áll, melyek lakossága az alábbi:
- Gara – 1.008 fő
- Tomasóc (horvátul Tomašanci) – 583 fő

| Lakosság változása | Lakosság változása | Lakosság változása | Lakosság változása | Lakosság változása | Lakosság változása | Lakosság változása | Lakosság változása | Lakosság változása | Lakosság változása | Lakosság változása | Lakosság változása | Lakosság változása | Lakosság változása | Lakosság változása | Lakosság változása |
| ------------------ | ------------------ | ------------------ | ------------------ | ------------------ | ------------------ | ------------------ | ------------------ | ------------------ | ------------------ | ------------------ | ------------------ | ------------------ | ------------------ | ------------------ | ------------------ |
| 1857               | 1869               | 1880               | 1890               | 1900               | 1910               | 1921               | 1931               | 1948               | 1953               | 1961               | 1971               | 1981               | 1991               | 2001               | 2011               |
| 1.137              | 1.471              | 1.663              | 1.737              | 1.707              | 1.911              | 1.807              | 2.132              | 1.936              | 1.886              | 1.965              | 1.616              | 1.361              | 1.267              | 1.168              | 1.008              |

## Nevezetességei
- Gara várát a Garai család ősi fészkét sajnos ma már nem lehet megtalálni. A 20. század legelején még némi téglatörmelék és árok maradványok láthatók voltak belőle. A horvát nyelvű régészeti jelentések alapján, a ma öreg temetőnek (Staro groblje) nevezett hely mellett állhatott, ám a területet felparcellázták és teljesen beépült, így semmi sem látható a várból.

- Szent Jakab tiszteletére szentelt római katolikus plébániatemploma[8] 1788-ban épült. A harangtornyot 1849-ben építették. Berendezése klasszicista stílusban készült. A főoltár retablójának központjában Jakab apostol felhőkön álló alakja áll. Az egyik mellékoltáron Szűz Mária karján a kis Jézussal, míg a másikon a feszület ábrázolása látható Mária Magdolna és Szent János apostol alakjával. Valamennyi oltárkép az 1880-as években készült, Izidor Kršnjavi (1845-1927) horvát festőművész alkotásai. Kilenc regiszteres orgonáját 1861-ben Fabing András eszéki műhelyében készítették.

- A Háromkirályok tiszteletére szentelt római katolikus kápolnája[9] középkori eredetű. Tornyát, mely Jaics bég tornya néven volt ismert a törökök építették. 1837-ben Adam Filipović plébános kápolnává építtette át. A torony földszintjének három oldalán lőrések is láthatók. A felső részének egyik ablaka máig megtartotta a keleties ívét.

- Szent Péter tiszteletére szentelt római katolikus temetőkápolnája

- A falu közepén az útkereszteződésben, melyet régen Krstopućénak neveztek nagy kereszt áll.

- A falutól északnyugatra a temető irányában emelkedő 115 méteres „Kamenište”, vagy más néven „Crkvište” nevű magaslaton állt egykor a domonkosok Szent Margit kolostora. Ez a hely ma is egyházi tulajdonban van. Római kori leletek is előkerültek itt.

- A falunak gazdag népművészete, népi hagyományai vannak.

- A környező erdők a vadászok kedvelt paradicsoma.

## Kultúra
A falu első regisztrált énekkarát 1936-ban alapították „Matija Gubec” néven, ez azonban a második világháború előestéjén beszüntette működését. 1966-ban megalapították a KUD „Gorjanac” kulturális és művészeti egyesületet, mely ma is működik. Az 1960-as évektől az iskola, keretében egy másik kulturális egyesület is működött KUD „Mladost” néven. Az egyesület őrzi a falu és a Đakovština népdalait, néptáncait, népszokásait. Működésük során felléptek számos hazai és külföldi folklór fesztiválon. Ezek közül kiemelkedik a 2008-as Tokiói Nemzetközi Folklórfesztivál, melyen nemcsak Horvátországot, hanem Európát is képviselték. 2012-ben Horvátország képviseletében felléptek az Anszongi Folklór Olimpián Dél-Koreában is. Az egyesület három könyvet is kiadott: Adam Pavić „Gorjani – povijesni i prosvjetno-kulturni razvoj” 1986. (Gara történeti és kultúrtörténeti fejlődése), Josip Vinkešević „Narodni plesovi Đakovštine” 1989. (Đakovština néptáncai) és Ivan Lović „Gorjanske ljelje” 2012. (Garai ljelje) című műveit. 
Jellegzetes helyi népszokás a Ljeljék (királynők) pünkösdi felvonulása. A Ljeljék olyan helyi lányok, akik az alkalomhoz illő dalokat énekelnek és kardokkal táncolnak. A királyok (akik szintén lányok) kardot és virággal díszített férfikalapot viselnek, míg a királynők fehér koszorút, mint a menyasszonyok. Ez a szokás a török hódoltság idejéből származik, amikor a törökök minden férfit elvittek. Az asszonyok így öltöztek fel, hogy elvonják a figyelmüket, a törökök pedig azt hitték, hogy szellemeket látnak. Ez tette lehetővé a férfiaknak, hogy elszökjenek. Ez a népszokás bekerült az az UNESCO Emberiség Szellemi Kulturális Örökségének reprezentatív listájára is.
Garán többféle hagyományos hímzés is kialakult. Különleges az aranyszállal való hímzés, melyet nemcsak a népviselet, hanem bizonyos használati tárgyak esetében is alkalmaznak. 2003-ban diakovár polgármestere Zoran Vinković garai népviseletet ajándékozott II. János Pál pápának diakovári látogatása során.

## Oktatás
Gara első iskoláját 1790-ben nyitották meg II. József rendelete alapján, a tanulók kis száma miatt azonban ezt az iskolát 1794-ben bezárták. Ezért 1803-ban Ferenc császár új rendeletet adott ki a népiskolák létrehozásáról és a szülők kötelességévé tette a gyermek iskolába kísérését. A következő adat a garai iskola létezéséről egy kamarai okiratból 1806-ból származik. A kezdeti nehézségektől eltekintve azóta folyik az oktatás a településen. Az épületet legutóbb 2005-ben újították fel. 2010-ben új tornatermet avattak.

## Sport
- NK „Budučnost” Gorjani labdarúgóklub.
- ŠK „Gorjanac” Gorjani sakk-klub.

## Egyesületek
- A DVD Gorjani önkéntes tűzoltó egyesületet 1926-ban alapították.
- Az LD „Lisica” Gorjani vadásztársaságot 1952-ben alapították.

## Híres emberek
- Garai Miklós (?–1386. július 25.) nádor, macsói bán, a Garai család hatalmának megalapozója
- Garai János erdélyi vajda, temesi ispán
- Garai Miklós (1366–1434) horvát-szlavón bán, nádor
- Garai László macsói és tótországi bán, nádor
- Garai Pál macsói bán, Valkó, Bodrog és Szerém megye főispánja
- Garai Dezső macsói bán, Baranya megye főispánja